# Ангольско-кубинские отношения
Ангольско-кубинские отношения — двусторонние дипломатические отношения между Анголой и Кубой. Государства являются членами Всемирной торговой организации и Организации Объединённых Наций.
Во время гражданской войны в Анголе кубинские вооружённые силы воевали на стороне марксистско-ленинской фракции «Народное движение за освобождение Анголы — Партия труда» (МПЛА) против поддерживаемого Западом «Национального союза за полную независимость Анголы» (УНИТА) и поддерживаемого ЮАР «Национального фронта освобождения Анголы» (ФНЛА). После распада Советского Союза правящая ангольская партия «МПЛА» отказалась от социалистического устройства государства и перешла к многопартийной демократической системе, основанной на неолиберальных принципах. По этой причине Куба потеряла свой привилегированный статус в торговле с Анголой, а ЮАР стала крупнейшим инвестором и торговым партнёром этой страны.

## История
В 1960-х годах установились отношения Кубы с Анголой в рамках движения «Вторая революция», объявленного Фиделем Кастро. Движение намеревалось принести марксизм-ленинизм в Африку, начиная прежде всего с Заира (Демократическая Республика Конго). Неудачная попытка закрепиться в Заире принесла Кубе различные уроки, которые были использованы для выявления лучших стран-кандидатов, лидеров и возможностей для успеха.
В 1965 году Жонас Савимби, будущий председатель «УНИТА», встретился с Фиделем Кастро и революционером Эрнесто Че Геварой. Эрнесто Че Гевара заявил, что не доверяет Жонашу Савимби, и что он, возможно, представляет опасность. Вероятно, это было связано с тем, что Жонаш Савимби не имел каких-либо заметных стремлений к марксизму-ленинизму. Однако, к удивлению кубинских властей, Агостиньо Нето (лидер «МПЛА») имел очень сильные марксистские взгляды, что соответствовало кубинской программе. В 1960-х годах Куба мобилизовала оперативную группу, чтобы помочь Агостиньо Нето создать армию и провести военную кампанию против португальских колониальных лидеров с намерением обрести независимость и создать марксистское государство.
В период с 20 августа по 5 сентября 1975 года Фидель Кастро освободил от занимаемых должностей председателя Объединенного комитета начальников штабов и руководителей Революционных вооружённых сил, чтобы они могли сосредоточиться на планировании и организации вторжения Кубы в Анголу. Союз Советских Социалистических Республик (СССР), зная о планах Фиделя Кастро, выступил против планов вторжения в Анголу, так как полагал, что кубинцы могут вызвать еще большие разногласия между сторонами во время холодной войны, но затем поддержал его. Фидель Кастро попросил лидера СССР Леонида Брежнева предоставить штабных офицеров для подготовки бойцов Народных вооружённых сил освобождения Анголы (ФАПЛА) и транспортировки кубинских солдат, но СССР проигнорировал эту просьбу. СССР затем направил военных советников к лидерам совета «МПЛА» в Браззавиле. Кубинское правительство передало для нужд «МПЛА» 12 000 винтовок М-52 из Чехословакии, 133 РПГ из Болгарии, миномёты, легкую артиллерию и пулемёты.
Кубинские власти назначили Рауля Диаса Аргуэльеса командующим военной миссией в Анголе. Он подчинялся генералу Абелардо Коломе Ибарре и отправился с 480 солдатами с Кубы в Лиссабон (Португалия), а затем в Луанду. Они избежали обнаружения и прибыли 21 августа, выдав себя за туристов. Ни у кого из них при себе не было оружия. Многие несли сумки, набитые наличными.
Правительство СССР, хорошо осведомленное об активности ЮАР на юге Анголы, переправило кубинских солдат в Луанду за неделю до 11 ноября, объявленной даты независимости. В то время как кубинские офицеры возглавляли миссию и составляли основную часть войск, 60 советских офицеров в Республике Конго присоединились к кубинцам 12 ноября. Советское руководство категорически запретило кубинцам вмешиваться в гражданскую войну в Анголе, сосредоточив миссию на сдерживании сил ЮАР.
В 1975 и 1976 годах большая часть иностранных войск, за исключением Кубы, ушла из Анголы. Последние подразделения португальских вооружённых сил были выведены в 1975 году. США оказались в политическом тупике из-за внутренних разногласий по вопросу Анголы (чем воспользовались Куба и СССР). В конце концов, в феврале 1976 года была принята поправка Джона Танни, запрещающая США участвовать в войне в Анголе. Оставшись без поддержки США южноафриканские военные начали вывод своих войск в феврале 1976 года. С другой стороны, численность кубинских войск в Анголе увеличилась с 5500 в декабре 1975 года до 11 000 в феврале 1976 года. Силы «ФНЛА» были разгромлены в ходе операции «Карлота» — совместной кубинско-ангольской атаки на Уамбо 30 января 1976 года. К середине ноября правительство Уамбо получило контроль над южной Анголой и начало продвигаться на север.
К 1977 году правительство Анголы и кубинские войска контролировали все южные города. Жонаш Савимби выразил готовность к сближению с «МПЛА» и формированию единого социалистического правительства, но сначала настоял на выводе кубинских войск. «Настоящий враг — кубинский колониализм», — заявил он журналистам, добавив: «Кубинцы захватили страну». «УНИТА» обвинила кубинские войска в использовании огнемётов, бульдозеров и самолетов с напалмом для разрушения деревень на территории шириной 2,6 километра вдоль границы Анголы и Намибии. Через этот район, «коридор Кастро», проходили только женщины и дети, поскольку кубинские войска расстреляли всех мужчин в возрасте десяти лет и старше, чтобы помешать им присоединиться к «УНИТА». Убивали скот, чтобы накормить правительственные войска и отомстить сторонникам УНИТА. Ангольцы бежали со своей родины: 10 000 отправились на юг, в Намибию, и 16 000 на восток, в Замбию, где они жили в лагерях беженцев. Министр иностранных дел Великобритании лорд Кэррингтон выразил обеспокоенность по поводу участия Великобритании в войне в Южной Родезии во время переговоров на Ланкастерхаузской конференции 1979 года.
7 марта 1977 года 1500 членов «Фронта национального освобождения Конго» (ФНОК) вторглись в Катангу (Заир), из восточной Анголы. «ФНОК» хотел свергнуть Мобуту Сесе Секо, а ангольское правительство не пыталось остановить вторжение. «ФНОК» не удалось захватить Колвези, экономический центр Заира, но занял Касаджи и Мутшатшу. Заирские войска были без труда разбиты, и «ФНОК» продолжил наступление. 2 апреля Мобуту Сесе Секо обратился за помощью к Уильяму Этеки-Мбумуа из Камеруна, председателю Организации африканского единства. Восемь дней спустя французское правительство отреагировало на просьбу Мобуту Сесе Секо и перебросило по воздуху 1500 марокканских солдат в Киншасу. Эти войска работали совместно с заирской армией и «ФНЛА» Анголы под прикрытием с воздуха египетских пилотов, летавших на французских истребителях «Мираж», чтобы дать отпор «ФНЛК». К апрелю коалиция вытеснила последних боевиков вместе с несколькими беженцами в Анголу и Замбию.
Мобуту Сесе Секо обвинил правительство Анголы, а также кубинское и советское правительства в соучастии в войне. Хотя Антонио Агостиньо Нето действительно поддержал «ФНОК», это стала ответом на продолжающуюся поддержку Мобуту Сесе Секо ангольских антикоммунистов. Кабинет Джимми Картера, не убежденный в причастности Кубы, в ответ предложил невоенную помощь на сумму всего лишь 15 миллионов долларов США. Нерешительность американцев во время войны привела к изменению внешней политики Заира от США к Франции, которая после интервенции стала крупнейшим поставщиком оружия в Заир. Антонио Агостиньо Нето и Мобуту Сесе Секо подписали соглашение о границе 22 июля 1977 года.
Министр внутренних дел Анголы Ниту Алвиш успешно подавил «Восточное восстание» Даниэля Чипенды и «Активное восстание» во время войны за независимость Анголы. К концу 1975 года фракционность внутри «МПЛА» стала серьезным вызовом власти Антонио Агостиньо Нето, и он поручил Ниту Алвишу подавить разногласия, который закрыл комитеты Кабрала и Хенда, одновременно расширив своё влияние в «МПЛА» посредством контроля над национальными газетами и государственным телевидением. Ниту Алвиш посетил Советский Союз в октябре 1976 года. Когда он вернулся, Антонио Агостиньо Нето начал предпринимать шаги по нейтрализации угрозы, которую он видел в последователях Алвиша. По этой причине, совершив явное вмешательство во внутренние дела Анголы, кубинские войска по просьбе Антонио Агостиньо Нето покинули дворец и двинулись к радиостанции. После часа боев кубинцы добились успеха и проследовали к казармам 8-й бригады, захваченным к 13:30. Пока кубинские войска захватывали дворец и радиостанцию, сторонники Алвиша похитили семь лидеров правительства и вооружённых сил, расстреляв и убив шестерых.
В то время как кубинские солдаты активно помогали Антонио Агостиньо Нето подавить переворот, Алвиш и Нето считали, что Советский Союз поддержал свержение Антонио Агостиньо Нето. Рауль Кастро направил дополнительно четыре тысячи солдат, чтобы предотвратить дальнейшие разногласия в рядах «МПЛА», и встретился с Антонио Агостиньо Нето в августе в знак солидарности. Напротив, недоверие Антонио Агостиньо Нето к советскому руководству возросло, а отношения с СССР ухудшились.
Нефтедобывающий эксклав Кабинда был отдельной колонией Португалии, в которой недолгое время находился губернатор Португальского Анголы. Затем Кабинда была передана под опеку Анголы и быстро поглощена «МПЛА» став частью этого государства. Право на самоопределение народа Кабинды, географически обособленной нации, было проигнорировано «МПЛА» и кубинским правительством. 11 августа 1977 года «Народное движение за освобождение Кабинды», сепаратистская повстанческая группировка, атаковало кубинскую базу недалеко от Чиовы.
13 ноября 1978 года «УНИТА» опубликовала коммюнике из Парижа, в котором подробно описывались боевые действия 20 000 солдат из Португалии, Кубы, Катанги, Восточной Германии и «МПЛА» против их организации.
В феврале 1983 года было подписано торговое соглашение между Кубой и Анголой.
Действующий посол Кубы в Анголе Педро Россо Леаль.

## Дипломатические представительства
- У Анголы есть посольство в Гаване[27].
- Куба имеет посольство в Луанде[28].